# Zemsko (województwo lubuskie)
Zemsko (niem. Semmritz) – wieś w Polsce położona w województwie lubuskim, w powiecie międzyrzeckim, w gminie Bledzew.

## Nazwa
W historii zanotowano wiele polskojęzycznych wariantów nazw miejscowości: Zemsk, Ziemsko, Zamsko, Zębsko, Zambrsko, a w okresie zaborów Polski także zgermanizowane Samst, Kurzig oraz Semmritz.

## Historia

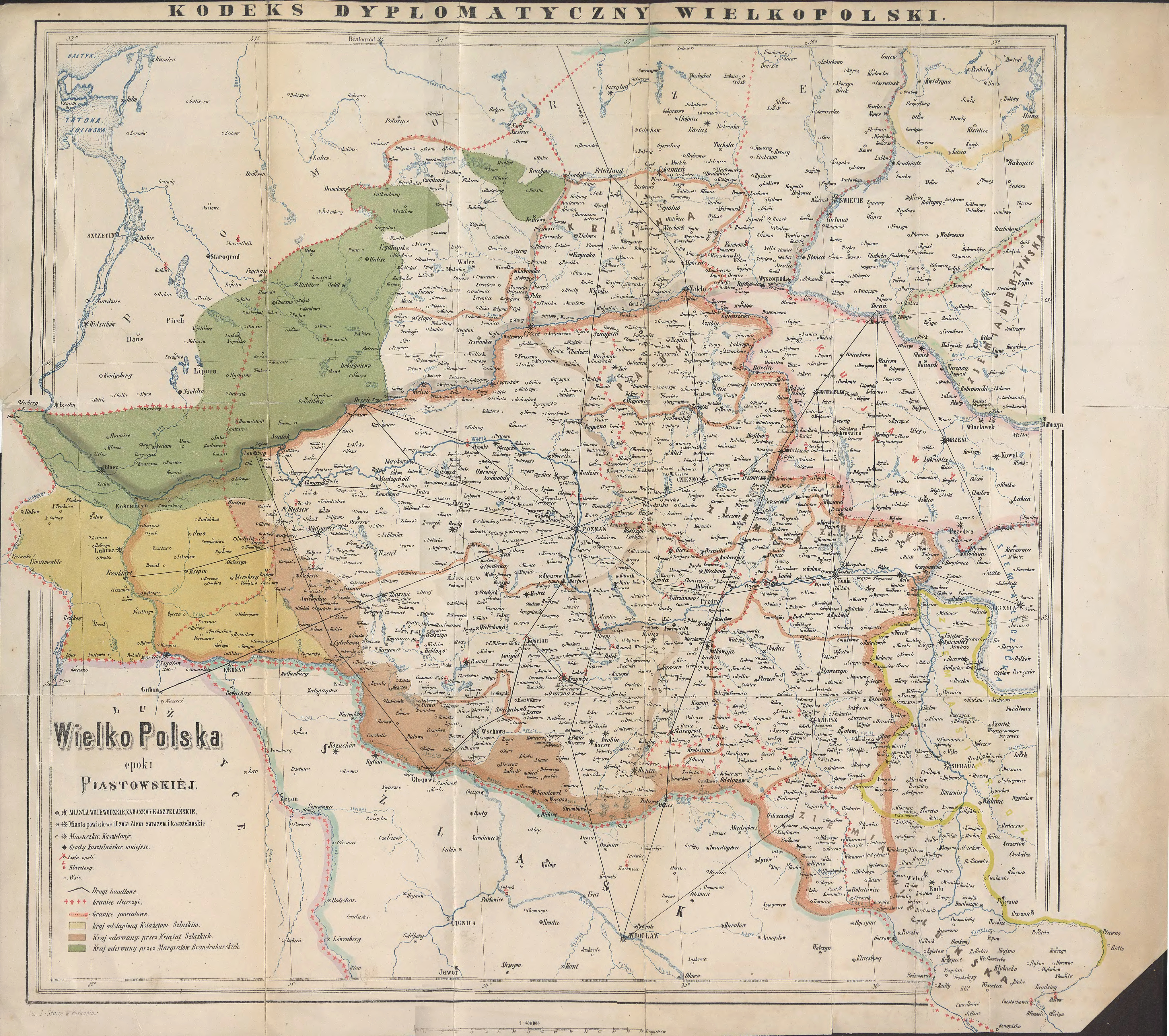
Zemsko na historycznej mapie Wielkopolski sporządzonej w 1888 roku według danych zaczerpniętych z Kodeksu dyplomatycznego.

Miejscowość leży na prawym brzegu Obry, między Skwierzyną, a Międzyrzeczem, na północny wschód od Bledzewa i historycznie należy do Wielkopolski co potwierdzają dokumenty zebrane w Kodeksie dyplomatycznym.
Datę nadania dóbr w Zemsku cystersom z klasztoru Dobrilugk znajdującego się na Łużycach Górnych przez księcia wielkopolskiego Władysława Odonica umiejscawia się między 1232 a 1235 rokiem. Zakonnicy przenieśli się wówczas do Zemska z powodu wylewów Obry z jej zakola pod Starym Dworkiem. Klasztor i kościół drewniany wzniesiono r. 1285. Z powodu braku dostatecznej ilości wody w r. 1578 zakonnicy przenieśli się do Bledzewa.
W obu przypadkach woda, jej nadmiar, a następnie jej brak, były powodem translokacji.
W okresie Rzeczypospolitej Obojga Narodów wieś duchowna Zębsko należała do miejscowego klasztoru i podlegała opatowi bledzewskiemu. Położona była w 1580 roku w powiecie poznańskim województwa poznańskiego. Według historycznych dokumentów podatkowych z 1580 opat bledzewski posiadał w Zemsku 10 łanów osadniczych, 21 zagrodników, 4 komorników. We wsi pracował także owczarz posiadający 50 owiec oraz kowal. W 1784 odnowiono podupadły kościół kosztem opactwa.
Parafia dobudowała w 1836 do drewnianego kościoła wieżę murowaną. Dobra Zemsko należały do opactwa bledzewskiego aż do zniesienia klasztoru przez rząd pruski w roku 1835.
Wskutek II rozbioru Polski w 1793 r., miejscowość przeszła pod władanie Prus i jak cała Wielkopolska znalazła się w zaborze pruskim. W okresie Wielkiego Księstwa Poznańskiego (1815-1848) miejscowość wzmiankowana jako Żemsko należała do wsi większych w ówczesnym pruskim powiecie Międzyrzecz w rejencji poznańskiej. Żemsko należało do okręgu starodworskiego tego powiatu i stanowiło część majątku Stary Dworek, którego właścicielem był wówczas rząd pruski. Według spisu urzędowego z 1837 roku wieś liczyła 311 mieszkańców, którzy zamieszkiwali 38 dymów (domostw).
Pod koniec XIX wieku jako wieś dworską leżącą w powiecie międzyrzeckim odnotował miejscowość XIX wieczny Słownik geograficzny Królestwa Polskiego. Część dworska liczyła 248 hektarów i miała wówczas 6 domów zamieszkanych przez 64 mieszkańców wyznania ewangelickiego. Część chłopska natomiast liczyła 36 hektarów powierzchni, na której stały 3 domy i mieszkało w nich 12 mieszkańców wyznania ewangelickiego
W latach 1975–1998 miejscowość należała administracyjnie do województwa gorzowskiego.

### Zabytki
Do wojewódzkiego rejestru zabytków wpisane są:
- kościół filialny pod wezwaniem Zwiastowania NMP z 1840 roku. Budowla o cechach klasycystycznych, murowana, prostokątna, z prezbiterium, zakrystią i wieżą[10]
- dwór, drewniany, XVIII, nie istnieje.